# دیوخنس لونا
دیوخنس لونا (اسپانیایی: Diógenes Luna‎؛ زادهٔ ۱ مهٔ ۱۹۷۷) بوکسور اهل کوبا بود.